# Маккриди, Минди
Мэли́нда Гэйл «Ми́нди» МакКриди (англ. Malinda Gayle "Mindy" McCready; 30 ноября 1975, Форт-Майерс — 17 февраля 2013, Хибер-Спрингс) — американская певица кантри.

## Ранняя жизнь и карьера
Минди начала выступать в церкви в трёхлетнем возрасте, а после окончания школы, в 16-летнем возрасте, она всерьёз занялась музыкой. В 18 лет Минди переехала в Теннесси.
По состоянию на март 2010 года выпустила 5 музыкальных альбомов.
Её дебютный альбом, «Ten Thousand Angels» 1996-го выпуска, был выпущен «BNA Records» и стал дважды мультиплатиновым согласно «RIAA». Альбом «If I Don’t Stay the Night» 1997-го, в свою очередь, стал «золотым».
Её третий альбом (и последний альбом под логотипом «BNA») «I’m Not So Tough» вышел в 1999 году и оказался провальным в коммерческом плане. После этого певица разорвала контракт с «BNA Records». Следующий альбом, «Mindy McCready», вышел в 2002 году лейблом «Capitol Records».
Первые четыре студийных альбома Минди включают 12 синглов, вошедших в хит-парад кантри-синглов «Billboard».
В мае 2008 года МакКриди выпустила сингл «I’m Still Here» (с англ. — «Я всё ещё здесь») после шестилетнего затишья в карьере. Песня распространялась через официальный веб-сайт певицы. Также в то время МакКриди заявила, что свою карьеру она не забросила и на данный момент работает над документальным фильмом, новым альбомом и реалити-шоу.

## Личная жизнь
У Минди два сына — Зандер Райан Маккриди (род. 25.03.2006) от бывшего фактического брака с Билли Макнайтом и Зейн Уилсон (род. 09.04.2012) от ныне покойного фактического мужа Дэвида Уилсона (1978—13.01.2013).
В июле и сентябре 2005 года, а также в декабре 2008 года Минди совершила 3 неудачные попытки самоубийства.
17 февраля 2013 года соседи Минди позвонили в офис шерифа округа Клеберн, Арканзас, сообщая о выстрелах в доме Маккриди. Минди Маккриди была найдена мёртвой на переднем крыльце её дома, в том же самом месте, где её бывший друг и отец её младшего сына — Дэвид Уилсон убил себя месяц назад. По данным полиции, она выстрелила себе в голову из пистолета, сначала застрелив свою собаку. По версии следствия, на этот шаг певица могла решиться из-за глубокой депрессии и тяжёлого душевного состояния, наступившего после смерти своего гражданского мужа и отца одного из детей Дэвида Уилсона.